# حسام الدين جوبان
حسام الدين جوبان هو قائد وبك في سلطنة سلاجقة الروم في أوائل القرن الثالث عشر.

## سيرته
يعتقد البعض أنه كان أحد أفراد قبيلة قايي المعروفة بتأسيس الدولة العثمانية فيما بعد. وفقًا لابن بيبي كان والي قسطموني في الفترة 1211-1212. وكان نشطًا في منطقة البحر الأسود، وخاصة في مناطق إمبراطورية طرابزون. وكان حاضرا في محادثات الصلح بين كيكاوس الأول وكيقباد الأول، وهما أميران سلجوقيان كانا يتنافسان على العرش.
كان أعظم نجاح لجوبان حملته على القرم. في عام 1214 استولى السلاجقة على ميناء سينوب على البحر الأسود. كان الطريق التجاري الرئيسي لسينوب هو سوداق، ولكن بعد الغزوات المغولية ضعفت سيطرة خانية القبيلة الذهبية على سوداق وعانت التجارة السلجوقية. لذلك عين كيقباد جوبان كقائد للحملة البحرية إلى سوداق عام 1223. واستولى جوبان على المدينة، وعاد إلى سينوب عام 1224.
وفقًا لكتاب سلجوقنامه، كتاب التاريخ الذي كتبه يازجي أوغلو علي المؤرخ العثماني في أوائل القرن الخامس عشر، عندما سافر كيقباد إلى الشرق لاتخاذ تدابير ضد غزو مغولي محتمل، كان الوصي على عرشه في غرب الأناضول هو حسام الدين جوبان مع أرطغرل (والد عثمان الأول).

### الإمارة
في الوثائق التاريخية لم يذكر اسمه بعد الحملة على سوداق. لكن ابنه ألب يورك ظهر كأحد إمراء الأناضول، وكثاني أسياد بني جوبان بعد والده حسام الدين جوبان.